# Dózsa György út
Dózsa György út – stacja budapeszteńskiego metra znajdująca się w ciągu niebieskiej linii podziemnej kolejki. Posiada dwa perony. W pobliżu stacji kursują linie trolejbusowe 75 i 79. Nazwa pochodzi od ulicy Jerzego Doży (Dózsa György út), bohatera narodowego Węgier z początku XVI w.
Z powodu złego stanu technicznego, 6 listopada 2017 zamknięto stację na czas remontu. Otwarcie przystanku po trwającej 15 miesięcy renowacji miało miejsce 30 marca 2019 roku.